# Pachnoda babaulti
Pachnoda babaulti är en skalbaggsart som beskrevs av Thierry Bourgoin 1921. Pachnoda babaulti ingår i släktet Pachnoda och familjen Cetoniidae. Inga underarter finns listade i Catalogue of Life.